# ウイニングポスト4
『ウイニングポスト4』（Winning Post 4）とは、1998年にコーエー（現・コーエーテクモゲームス）からWindows版が発売された競馬シミュレーションゲーム。ウイニングポストシリーズの第4作。
家庭用ゲーム機版は無印はPlayStation版のみ、マイナーチェンジの「プログラム2000」がPSとドリームキャストで「マキシマム」および「マキシマム2001」がPlayStation 2で発売された。後にコーエー定番シリーズなどとして廉価版も発売されている。Windows版ではwithパワーアップキットのDVD-ROM版も発売された。
本作のパワーアップキット（PK）ではコーエーの「KOEI INTERNET GAMES」を通じてロビーマッチングをすることによりインターネット対戦が可能だったが、GAMECITYへのサービス移管に伴い2003年1月29日でこのサービスは終了している（パッチのダウンロードは引き続き可能）。またPS版の「プログラム2000」はPocketStationに対応しており、同機を用いてミニゲーム（ウイニングジャンパー）をプレイすることができた。

## 開発の経緯
『3』の特色を踏襲しつつ完成度を高めたマイナーチェンジ版を制作することに目標が置かれた。

## 内容および特色
本作では出走可能な海外の重賞レースが大幅に増加し、欧米のレースではGIだけでなくGIIやGIIIにも出走できるようになった。欧米以外ではドバイワールドカップのみが採用されている。さらに海外で生産された幼駒のセリに参加できる、海外で繋養されている種牡馬との交配が可能になる、海外から種牡馬が輸入されるなど海外競馬との関わりの度合いが増した。
配合においては海外に繋養されている種牡馬と自ら所有する繁殖牝馬との交配が可能となり、配合理論においては血脈活性化配合の概念が初登場。さらにサヨナラ配合や稲妻配合など、特殊な条件を満たすことで発動する配合理論が初めて登場した。
このシリーズ以降、レースでは競走馬の進路の確保に関する判断が厳格となり現実の競馬と同じく他の競走馬が進路の妨げとなる（いわゆる前の馬が壁になる、馬群に包まれるなど）現象が導入された。
産駒の活躍など一定の条件を満たした種牡馬は新たな系統を成立させることが可能で、このシステムは以後の作品でも踏襲された。また、本作品から一定条件を満たすことでクラブを作ることができるようになった。さらに本作から、繁殖牝馬が実名で登場するようになった。

## 主な登場人物・スーパーホース

### 人物
秘書
- 椎野はるか
- 佐伯玲子

知人（クラブ代表候補）
- 有馬桜子
- 宝塚菊夫
- 結城江奈
- 栗原美穂

牧場長
- 牧野良夫

馬主
- 相馬百合子
- 大河F
- 社来RH
- 吉野照文
- 吉野晴文
- 吉村貞夫
- 安倍伊知郎
- 武野雅
- 保田浩
- 西谷雅之
- 森崎勝
- 大和田隆宏

### スーパーホース
牡馬
- サードステージ
- ダークレジェンド
- スーパーシュート
- サンダーマウンテン
- メイジガルダン
- カマイタチ
- ロシアンルーレット
- ユーエスエスケープ
- スペキュラム
- ディアギレフ
- バルチック
- ベルファンブル
- コンゴーニシキ
- フブキスターナイト

牝馬
- スターシンフォニー
- ユリノローズ
- ツキノヒカリ
- クリテリオン
- アルファムール
- ルーテイズ